# Historisches Postamt Küb

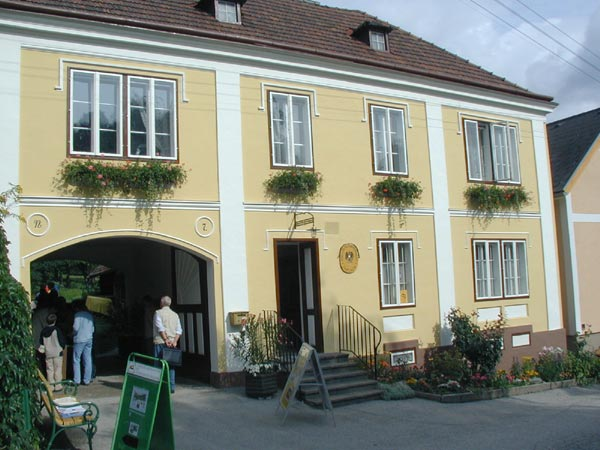
Historisches Postamt Küb

Das Historische Postamt in Küb wurde 1905 im Ort Küb in der Gemeinde Payerbach an der Semmeringbahn eröffnet. Das 2004 geschlossene Postamt ist nun ein Museum der Gemeinde.

## Vorgeschichte

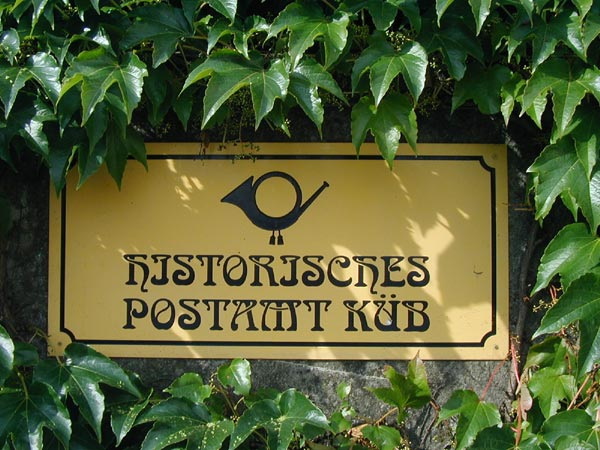
Namenstafel

Küb war um die Jahrhundertwende ein kleiner aufstrebender Ort an der Semmeringbahn – einer Region, die sich vor allem wegen ihrer Lage als Luftkurort und Sommerfrische einen Namen machte. Zusätzlichen Aufschwung erhielt der kleine Ort, nachdem Erzherzog Karl Ludwig, der Bruder des Kaisers Kaiser Franz Joseph im nahegelegenen Reichenau an der Rax das Schloss Wartholz errichten und sich dort niederließ. Dem Kaiser folgten zahlreiche Bedienstete des Hofes in die Region und siedelten sich in den kleineren Nebenorten an (wohnte man dort doch billiger als auf dem Semmering).
Die nachmalige Kaiserin Zita verbrachte viel Zeit bei den Erzherzögen in Schoss Wartholz in Reichenau. Eine mit ihr sehr vertraute Bedienstete logierte im Hause Küb Nummer 7 bei der Familie Lechner. Mit der Zeit wurde es der jungen Zita zu mühselig, über Boten mit ihrer Vertrauten in Verbindung zu treten, und sie verlangte eine Telefonleitung nach Küb. Der Hausbesitzer – Alois Lechner – erkannte das Potential der noch jungen Technik und stellte sein Haus für eine Vermittlungsstelle zur Verfügung – damit auch andere Ortsansässige die Möglichkeit der Telefonie nutzen konnten.

## Das Postamt

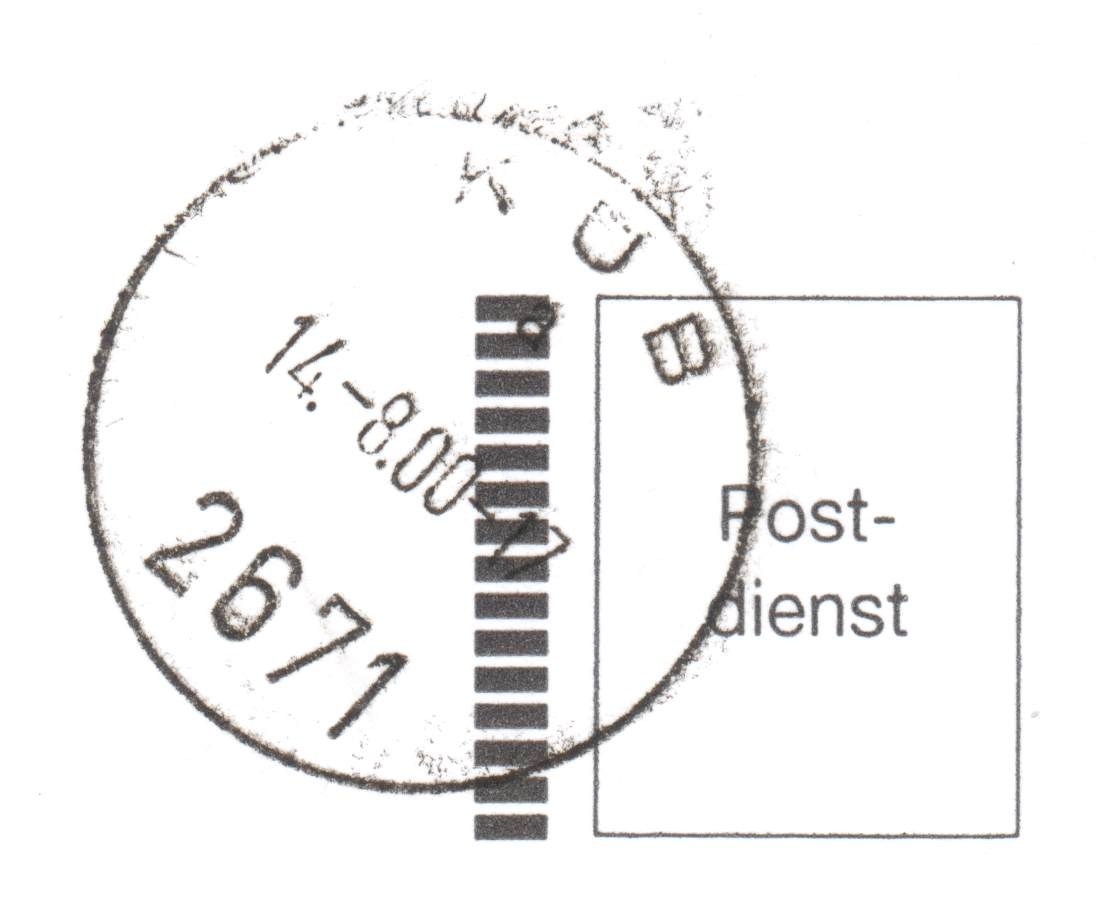
Poststempel der Postfiliale Küb, Brief ist echt gelaufen; August 2000.
Besonderheit: Postdienstkuvert

Es ist zwar nicht das älteste Postamt Österreichs, wohl aber das einzige, welches trotz zahlreicher Modernisierungsversuche der Post fast zur Gänze erhalten blieb. Gegründet als Telefonvermittlungsstelle wurde schnell ein vollwertiges Postamt aus dem Haus Nummer 7. Anfangs als Sommerpostamt geführt, nahm es bereits im Jahr 1908 den ganzjährigen Betrieb auf.
Im Jahre 1966 wurde Anna Tscharnuter Leiterin des Postamtes Küb. Sie prägte über Jahrzehnte hinweg die Poststelle. In der Folge wurde sie in Österreich als die typische Postdame bekannt, da ihr Bild in zahlreichen Werbungen der Post sowie auch in anderen Publikationen verwendet wurde.
Die Modernisierung im Jahr 1987 verdient eigentlich ihren Namen kaum. Behutsam wurde repariert, das Erscheinungsbild der Jahrhundertwende aber belassen. Besonders stolz ist man in Küb auf die Schalterwand, welche original aus dem aufgelassenen Postamt Semmering stammt. Weitere originalgetreue Details sind die Telefonzelle, der Parteienschreibtisch sowie die Originaleinrichtung aus dem Postamt Semmering.
Seit der endgültigen Einstellung des Postbetriebes im Jahr 2004 wird das Postamt nur noch ab 1. Mai bis Ende Oktober an Wochenenden von Samstag bis Sonntag von 10 bis 17 Uhr als Museum und seit 2006 als Postservicestelle geführt. Es dürfen Ansichtskarten und Briefmarken verkauft werden. Auch hat das Küber Postamt wieder einen eigenen Poststempel erhalten, der sich in Kombination mit der hauseigenen, personalisierten „Küber Postmarke“ großer Beliebtheit unter Philatelisten erfreut.
Das Postamt diente als Drehort für die Fernsehserie Der Salzbaron (1994).

## Zeittafel
- 1905 – Das Postamt wird eröffnet
- 1908 – Das Postamt nimmt den ganzjährigen Betrieb auf
- 1942 – Alois Lechner, der erste Postmeister von Küb gibt sein Amt ab
- 1966 – Frau Anna Tscharnuter wird Leiterin des Postamtes
- 1987 – Das Postamt wird behutsam modernisiert, der alte Charme bleibt erhalten
- 1988 – Wiedereröffnung des Postamtes (18. Februar)
- 2002 – Nach langem Ringen zwischen der Post AG und der Gemeinde wird das Postamt nur mehr halbjährlich geöffnet
- 2004 – Das Postamt stellt endgültig seinen Betrieb ein, wird aber weiterhin von der Gemeinde Payerbach als Museum weitergeführt
- 2005 – Das Postamt feiert am 28. August sein hundertjähriges Jubiläum.